# 無量寺駅
無量寺駅（むりょうじえき）は、石川県金沢市桂町に存在した北陸鉄道金石線の駅である。1971年（昭和46年）に廃駅となった。

## 歴史
- 1923年（大正12年）8月22日：金石電気鉄道の駅として開業。
- 1943年（昭和18年）10月13日：合併により北陸鉄道の駅となる。
- 1971年（昭和46年）9月1日：金石線全線廃止により廃駅。

## 駅構造
単式ホーム1面1線の無人駅。待合室として木造車の廃車体が置かれていた。

## 廃止後
区画整理されて住宅地となっている。

## 隣の駅
北陸鉄道
金石線
三善製紙前駅 - 無量寺駅 - 大野港駅